# Paulgerhard Gladen
Paul Gerhard Gladen, né le 31 mars 1926 à Düsseldorf et mort le 13 juillet 2023 
à Kirchberg, est un avocat et un historien étudiant allemand

## Biographie
Gladen étudie au lycée Saint-Pierre de Brilon (de) et passe son Abitur en mars 1943. Au semestre d'été 1943, il entreprend des études d'économie à l'université de Marbourg. Il devient membre de la camaraderie Dörnberg, qui est porteuse de la tradition de la Landsmannschaft Hasso-Guestfalia de Marbourg (la "Westphalie bleue"). Après une interruption due à la guerre et à l'après-guerre, il s'inscrit à nouveau à l'université de Marbourg pour le semestre d'été 1948, d'abord en journalisme puis en droit. Lors de la reconstitution du Corps Guestphalia Marburg (de), il devient le 26 février 1949 le senior fondateur des "Westphaliens noirs". En décembre 1950, il réussit l'examen de stage et en décembre 1953 l'examen d'assesseur. En 1959, il obtient un doctorat. En 1964, il s'établit comme avocat à Kirchberg. Intéressé par l'histoire depuis l'école, Gladen se tourne vers l'histoire de son corps et (à partir de 1981) l'histoire des fraternités. En 1995 et 2005, avec Hans Peter Hümmer (de) et Harald Lönnecker, il s'occupe de la bibliographie d'Einst und Now, l'annuaire de l'Association pour la recherche historique sur les corporations d'étudiants. Il est membre honoraire de l'actuel Corps Guestphalia et Suevoborussia Marburg.

## Travaux
- Corpstafel des Corps Guestphalia Marburg. Kirchberg 1972.
- Der KSCV und seine SC. In: Rolf-Joachim Baum (Hrsg.): Wir wollen Männer, wir wollen Taten! Deutsche Corpsstudenten 1848 bis heute. Berlin 1998, S. 274–295.
- (de) Geschichte der studentischen Korporationsverbände : 2. überarbeitete und erweiterte, Hilden, WJK-éditeur, 2007 (ISBN 978-3-933892-28-7)in einem Band, ursprünglich 2 Bände, 1981/85
- (de) avec Ulrich Becker, Gaudeamus igitur. Die studentischen Verbindungen einst und jetzt, München, Callwey, 1986 (ISBN 3-7667-0811-2)
- (de) Die Kösener und Weinheimer Corps. Ihre Darstellung in Einzelchroniken, Hilden, WJK-éditeur, 2007 (ISBN 978-3-933892-24-9)
- (de) avec Kurt U. Bertrams, Die deutsch-völkischen Korporationsverbände, Hilden, WJK-éditeur, 2009 (ISBN 978-3-933892-11-9).
- Das deutsche Corpsstudententum in seiner Zeit, Hilden, WJK-éditeur, 2010 (ISBN 978-3-940891-31-0)
- (de) avec Kurt U. Bertrams, Die sudetendeutschen Studentenverbindungen, Hilden, WJK-éditeur, 2011 (ISBN 978-3-940891-48-8)
- (de) avec Kurt U. Bertrams, Das studentische Korporationswesen in Straßburg, Hilden, WJK-éditeur, 2012 (OCLC 856821874)
- Die deutschsprachigen Korporationsverbände : 4. aktualisierte und erweiterte, Hilden, WJK-éditeur, 2013 (ISBN 978-3-933892-28-7)
- (de) Landsmannschaften und Turnerschaften im Coburger Convent. : 4. aktualisierte und erweiterte Auflage, Hilden, WJK-éditeur, 2009 (OCLC 633481222)
- Corpstafel des Corps Saxonia Berlin-Hamburg-Hann. Münden. Kirchberg 2010.
- Straßburg, o Straßburg. Deutsches Burschenleben in einer wunderschönen Stadt. In: Einst und Jetzt. 43, 1998, S. 81–94.
- Das freie Corps Marchia – eine waffenstudentische Verbindung an der Militärärztlichen Akademie Berlin 1941–43. In: Einst und Jetzt. 50, 2005, S. 369–374.
- mit Peter Jacobs: Das Lippstädter corpsstudentische Silhouetten-Album. [Göttingen / Marburg 1832–1836]. In: Einst und Jetzt. 50, 2005, S. 375–389.